# Primal Scream
I Primal Scream sono un gruppo musicale britannico fondato a Glasgow nel 1982. La formazione ha proposto un repertorio variegato, spaziando dal rock fino all'elettronica e alla psichedelia.

## Formazione
Il cantante dei Primal Scream è Bobby Gillespie, figlio di un militante socialista che avrebbe in seguito ispirato i testi politicizzati del gruppo. La formazione originale comprendeva, oltre al già citato Gillespie, il chitarrista Jim Beattie. Mente del gruppo è invece Andrew Innes,  chitarrista che ha militato nei primi anni '80 nei Laughing Apple (assieme ad Alan McGee) e nei Revolving Paint Dream.
Negli anni il ruolo di secondo chitarrista è stato occupato in pianta stabile da Robert "Throb" Young, uscito definitivamente durante le registrazioni di Riot City Blues ufficialmente per "problemi nella propria vita personale", presumibilmente per le sue precarie condizioni di salute causate dal continuo uso di droga. Il suo posto è stato rilevato dal più giovane Barrie Cadogan. Tastierista dalla fine degli anni '80 è Martin Duffy, già membro dei Felt. Al basso il ruolo è stato occupato per più di dieci anni da Gary "Mani" Mounfield (membro fondatore dei The Stone Roses), che lasciò la band nel 2011. Batterista è attualmente Darrin Mooney, nella band ormai da tempo dopo l'avvicendamento di numerosi elementi tra cui Toby Tomanov e Paul Mulreaney.
Il gruppo collabora quasi stabilmente con Kevin Shields dei My Bloody Valentine in qualità di produttore e remixer, oltre che membro fisso nelle tournée dalla fine degli anni '90.

## Storia

### Gli esordi: 1982 - 1986
Bobby Gillespie e Jim Beattie intraprendono la carriera durante i primi anni ottanta. La carriera della band parte a rilento dal momento che Bobby entra a far parte come batterista, nel 1984, dei Jesus & Mary Chain dei fratelli William e Jim Reid. La band aveva appena raggiunto la notorietà nello stesso anno col singolo di successo Upside Down uscito in quell'anno per la Creation, e si preparava a registrare l'esordio Psychocandy. Bobby decide tuttavia di abbandonare il gruppo per concentrarsi sul suo progetto, con cui aveva dato alle stampe il primo singolo All Fall Down nel 1985 e il secondo Crystal Crescent un anno più tardi. La b-side di Crystal Crescent, Velocity Girl, viene inclusa nella celebre cassetta C86 in allegato a NME: uscita destinata a definire lo stile indie rock.

### I primi album: 1987 - 1989
L'esordio in lunga durata (e con una vera e propria band alle spalle, dopo l'abbandono di Beattie) avviene nel 1987 con Sonic Flower Groove, album prodotto da Mayo Thompson dei Red Crayola e fortemente caratterizzato da un jangle pop psichedelico vicino ai Byrds, che verrà presto abbandonato per far spazio a larghe incursioni elettriche e nei suoni della Detroit di The Stooges & MC5 nell'omonimo disco del 1989 (pubblicato dalla Creation dopo la temporanea avventura alla WEA che aveva pubblicato sotto l'etichetta Elevation, ai tempi una sussidiaria della Creation, il disco di debutto), decisamente più "hard". Primal Scream non riesce tuttavia a ottenere riscontri positivi da parte della critica e del pubblico, che aveva allora pressoché ignorato il disco.

### Screamadelica: 1990 -1991

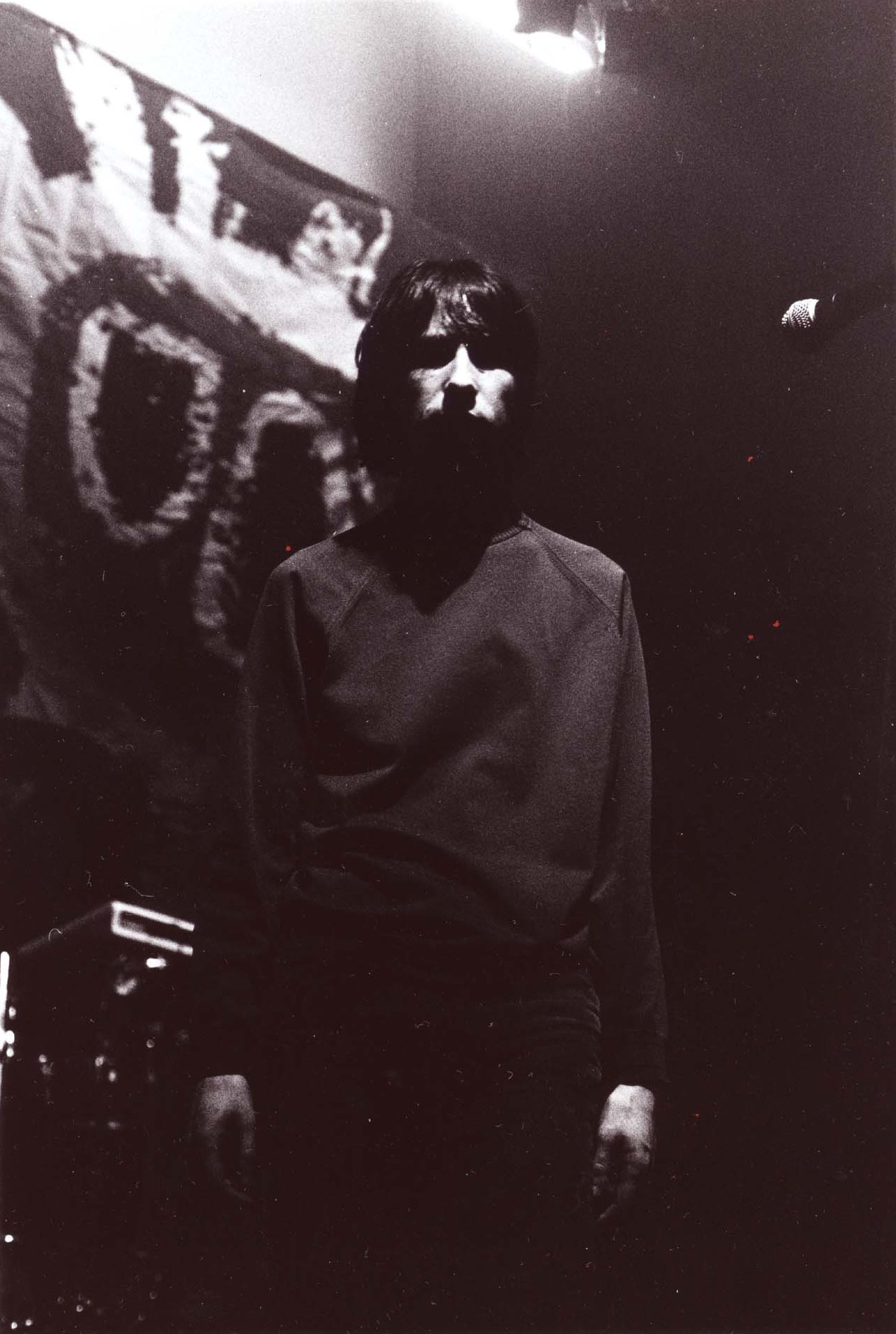
Bobby Gillespie dei Primal Scream fotografato prima di un concerto al Club Città di Kawasaki, in Giappone, nel 1991

Tramite l'addetto stampa della Creation, Jeff Barrett, il giovane produttore Andrew Weatherall reincide la ballata I'm Losing More Than I'll Ever Have trasformandola in Loaded, singolo che segna completamente lo stile del gruppo che accosterà, per la prima volta nella storia, la musica rock a quella da ballo. Ad esso segue Screamadelica, uscito nel 1991 e considerato un capolavoro di fusione tra musica dei rave party (ispirata al consumo di ecstasy, da cui il termine E-culture) e il rock. Numerose tracce vengono prodotte nuovamente da Andrew Weatherall e il disco vede la partecipazione della cantante gospel di Manchester Denise Johnson, con cui il gruppo collaborerà per un paio di anni.

### Give Out But Don't Give Up: 1994 - 1995
Dopo un lungo tour mondiale, nel settembre 1992, ai Roundhouse Studios di Londra, la band inizia a registrare il nuovo album. Il quarto disco del gruppo, Give Out But Don't Give Up, nel quale si avverte l'instabilità emotiva di Gillespie dovuta al suo abuso di droghe, viene registrato tra Memphis e Nashville ed esce nel maggio 1994. Tra le collaborazioni vi è quella con George Clinton dei Parliament/Funkadelic, di cui la band è dichiaratamente ammiratrice. La musica unisce contaminazioni rock'n'roll, rock sudista, riferimenti ai Rolling Stones e alla "black" fra cui soul e funky, allontanandoli dalla musica dei club del precedente Screamadelica. I primi due singoli Rocks e Jailbird ottengono un buon successo di pubblico, ma la critica, pur elogiando gli evidenti richiami ai Rolling Stones, rimprovera alla band un'eccessiva produzione dei pezzi, passati attraverso diverse mani prima dell'edizione definitiva. Lo stesso anno saranno il gruppo d'apertura nei concerti dell'Exotic Tour dei Depeche Mode. La promozione di Give Out But Don't Give Up, passata attraverso la pubblicazione di un altro singolo, (I'm Gonna) Cry Myself Blind, è lunga ed estenuante. A demotivare ciascuno dei membri del gruppo e a lacerare i rapporti tra di loro è soprattutto uno sfortunato tour di sedici settimane negli Stati Uniti in apertura ai Depeche Mode, durante il quale, per bocca dello stesso manager Alex Nightingale, la band "è giunta più vicina che mai allo scioglimento".

### Vanishing Point,XTRMNTReEvil Heat: 1997 - 2002
Nel 1996, a seguito dello scioglimento degli Stone Roses, il bassista Gary "Mani" Mounfield comunica il suo ingresso nei Primal Scream, descrivendolo come una delle due uniche scelte possibili per restare nel campo della musica (l'altra sembra fossero gli Oasis). Segnato dalla collaborazione con il produttore Kevin Shields, Vanishing Point apre una nuova fase della carriera: il nuovo corso è caratterizzato da un "hi nrg rock'n'roll" (citazione di Bobby Gillespie) marchiato da suoni che ritornano al dub e al "madchester" di Screamadelica. Il singolo Kowalski è un successo in classifica e riporta i Primal Scream alla ribalta. Nonostante il successo, i primi tour promozionali non sono positivi come in passato.
Risale al 1996 una collaborazione con lo scrittore scozzese Irvine Welsh, con cui i Primal Scream realizzano un singolo per il campionato europeo di calcio chiamato The Big Man and The Scream Team Meet The Barmy Army Uptown.
XTRMNTR (ultimo disco a uscire per la Creation nel gennaio del 2000) è considerato il secondo capolavoro della formazione scozzese. Album politicizzato (i testi sono fortemente polemici nei confronti del capitalismo, dell'imperialismo e del militarismo), cupo e includente allusioni al techno-punk, XTRMNTR si rivela un disco particolarmente aggressivo per gli standard del gruppo eccetto che nella ballata Keep Your Dreams. Spunti di hip hop emergono in Pills e nel dodicesimo pezzo originario, poi non incluso in scaletta, I'm Five Years Ahead Of My Time. Il disco ottiene un vastissimo consenso e la rivista NME lo elegge album dell'anno.
Evil Heat, del 2002, prosegue parzialmente le credenziali di XTRMNTR ma senza un senso unico, aprendo ad ulteriori contaminazioni kraut (Autobahn 66), techno (Miss Lucifer) e rock'n'roll (Rise, City). La canzone Detroit vede la partecipazione di Jim Reid dei Jesus & Mary Chain alla voce, mentre Robert Plant dei Led Zeppelin suona l'armonica in Lord Is My Shotgun.
Dopo un disco dal vivo registrato in Giappone, esce nel 2003 Dirty Hits, la prima antologia della formazione preceduta da un remix di Some Velvet Morning (cover di Lee Hazlewood presente su Evil Heat, con Kate Moss alla voce) e di cui viene girato un fortunato video. Il disco lascia fuori i singoli estratti dai primi due dischi, coprendo l'arco di tempo 1990 - 2002. Una doppia versione di Dirty Hits include un secondo cd di remix, curati da artisti quali Massive Attack e Two Lone Swordsmen. Alla fine del 2004 esce una seconda raccolta contenente molte rarità compilata dai fan chiamata Shoot Speed - More Dirty Hits, destinata al mercato giapponese.

### Riot City BlueseBeautiful Future: 2006 - 2008
Nel 2006 esce Riot City Blues, disco dalle molte contaminazioni. Se da un lato sono forti le influenze dei Rolling Stones, dall'altro si avvertono nuove coordinate stilistiche che lo allontanano dal percorso di sperimentazione che la band aveva affrontato negli anni. Annunciato come ritorno al rock and roll di Give Out But Don't Give Up, il disco è in realtà molto più vario e meno statico dello stesso, presentando una diversificazione eclettica in tracce che vanno dal rock solenne di Country Girl, singolo e traccia apripista dell'album, alle derive psichedeliche di When The Bomb Drops. Disco nelle intenzioni e nelle dichiarazioni del leader della band "euforico" e "live", viene promosso con un forte battage pubblicitario e da un lungo tour mondiale che inizia ad aprile 2006 e seguito da un tour britannico di una dozzina di date a novembre e dicembre dello stesso anno. Il tour prosegue anche l'anno successivo, in particolare durante l'estate con la consueta presenza dei Primal in vari festival europei, che culmina il primo giorno di settembre con un'esibizione al Connect Music Festival in Scozia. Nel frattempo la band, esaurito il contratto discografico con la Sony (che in estate pubblica il primo DVD della band, Riot City Blues Tour, filmato a Londra nel novembre 2006), firma un nuovo contratto con l'etichetta B-Unique.

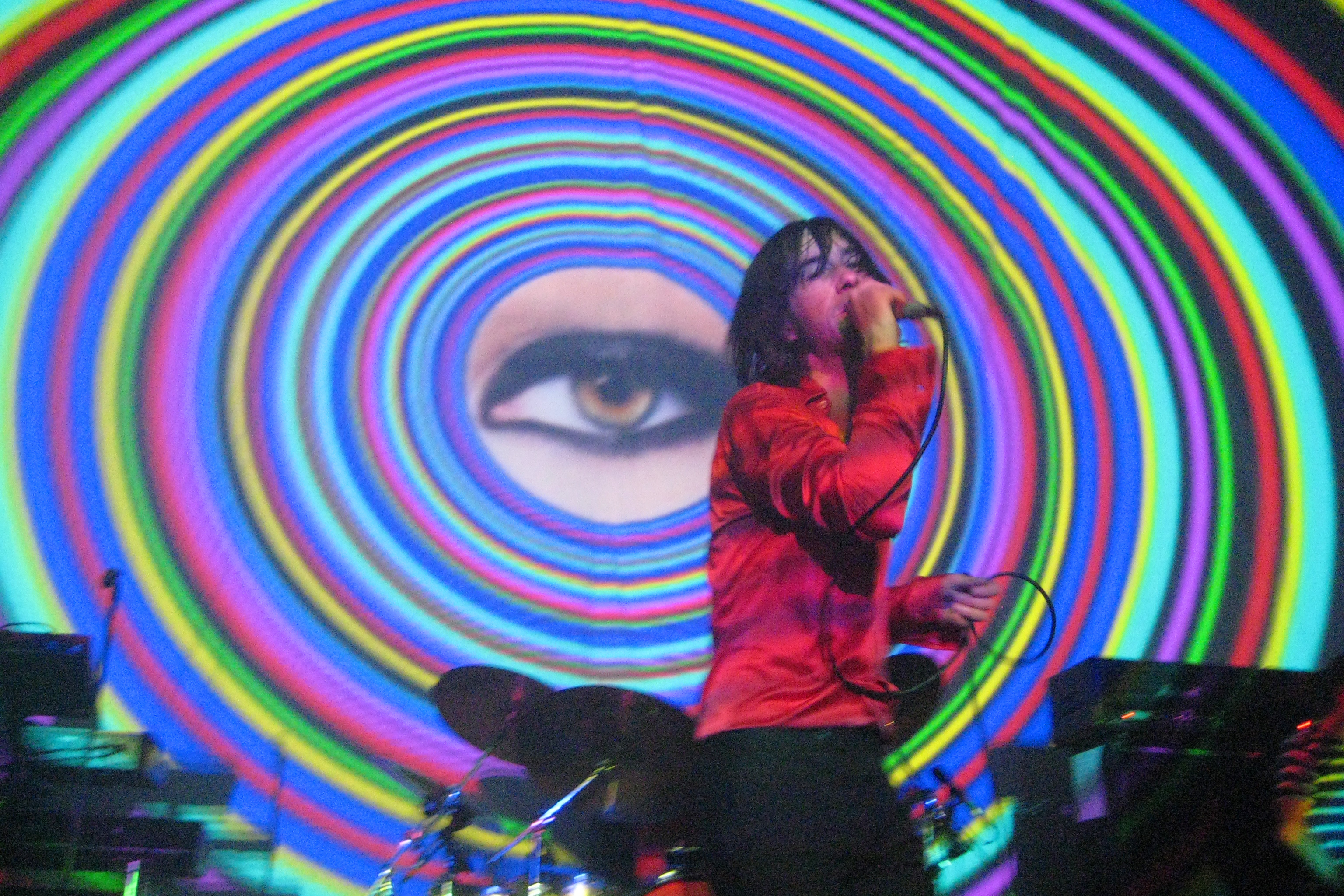
Il gruppo durante un concerto ad Amsterdam nel 2011

A breve raggio dall'album precedente, il gruppo, che appare rigenerato nonostante la defezione del chitarrista Richard Youngs, pubblica il nuovo Beautiful Future, per il 21 luglio 2008. Il disco è anticipato dal lancio del singolo Can't Go Back, pubblicato il 4 luglio. I produttori dell'album sono Björn Yttling e Paul Epworth.

### More LighteChaosmosis: 2013 - 2016
Nel maggio 2013 esce More Light, album pubblicato dall'etichetta gestita dalla band, First International. Il singolo di lancio è It's Alright, It's OK. I Primal Scream sono headliner al Festival di Glastonbury 2013.
Nel settembre 2014 muore Robert Young, ex chitarrista della band.
Il 7 dicembre 2015 la band annuncia i dettagli della pubblicazione dell'album Chaosmosis, che esce il 18 marzo 2016. Il primo singolo estratto dall'album, Where the Light Gets In, vede la partecipazione della cantante Sky Ferreira ed è stato pubblicato il 1º febbraio 2016.

### Le nuove raccolte e la scomparsa di Duffy
Nell'agosto 2018 viene annunciata la pubblicazione di registrazioni inedite dell'album Give Out But Don't Give Up risalenti all'inizio delle sessioni per il disco, cioè a quando la band si trovava agli Ardent Studios di Memphis nel 1993 per lavorare al nuovo disco con il produttore Tom Dowd e la Muscle Shoals Rhythm Section. Il 24 marzo 2019 esce la raccolta Maximum Rock'n'Roll: The Singles, che contiene diciassette brani del periodo 1986-2016. Il 17 settembre 2021 esce la raccolta The Screamadelica 12" Singles, che contiene nove repliche fedelmente riprodotte dei 12" dei singoli dell'album Screamadelica , tutti stampati su vinile pesante da 180 grammi. Nell'aprile 2022 i Primal Scream vendono i diritti sulla metà dei propri brani all'etichetta BMG. Il 26 agosto 2022 la band si esibisce al Victorious Festival di Portsmouth.
Nel dicembre 2022 scompare all'età di 55 anni, a causa delle lesioni cerebrali provocate da una caduta in casa, il tastierista Martin Duffy.

## Stile musicale

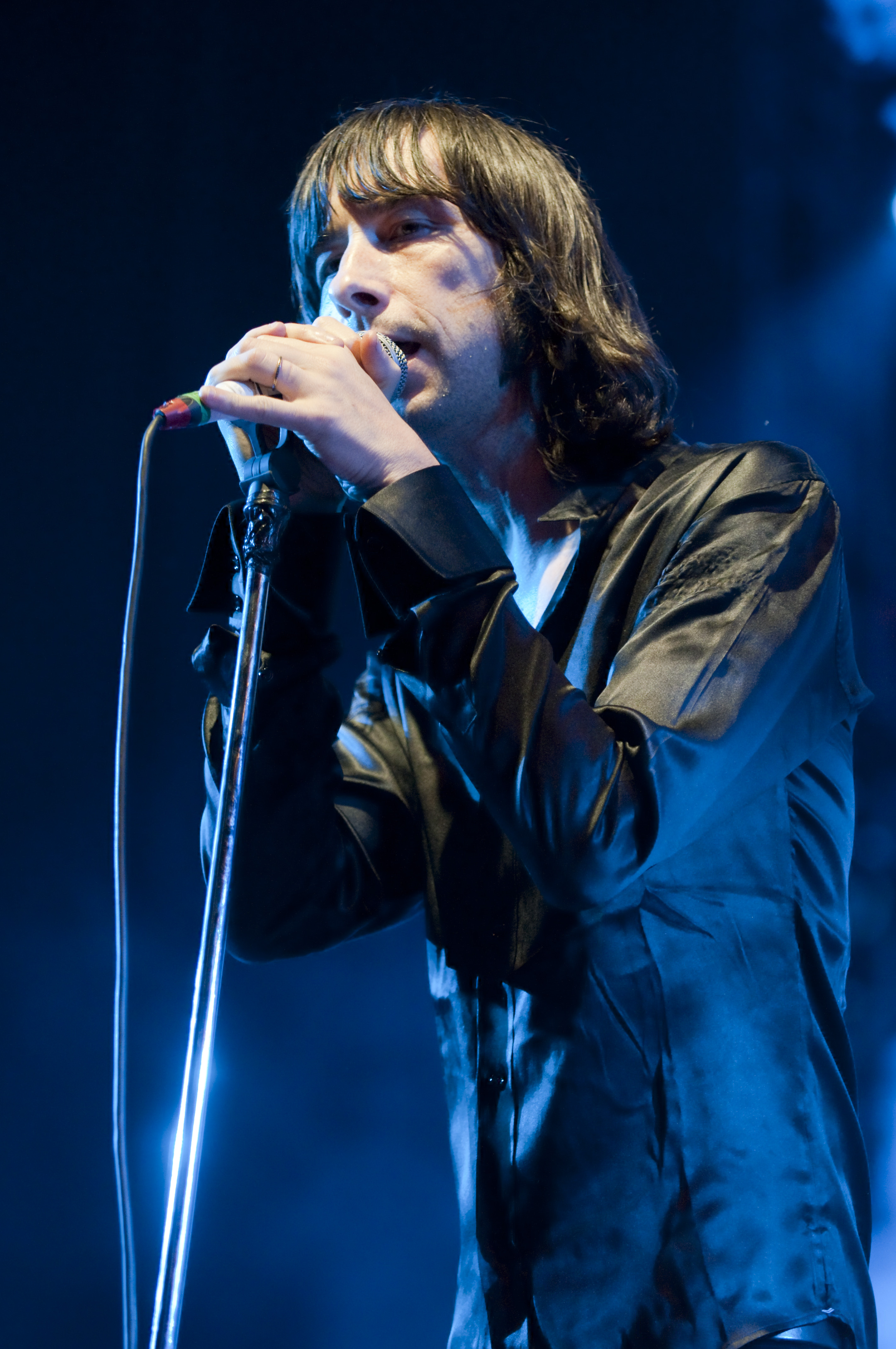
Il cantante Bobby Gillespie

Noti per aver fatto coesistere per primi la musica da ballo con l'indie rock, i Primal Scream sono fautori di un rock elettronico realizzato con un approccio pop, punk e psichedelico. Oscillando prevalentemente fra riferimenti ai Rolling Stones (evidenti nei primi due album) e l'elettronica da ballo degli anni novanta, i Primal Scream sono ricordati per Screamadelica (1991), che ha segnato una virata verso l'acid house, il dub, il funk, la techno e l'ambient house. L'album è considerato una pietra miliare del britpop. Abbandonando in parte i riferimenti psichedelici, il gruppo ha poi risentito di influenze R&B e hard rock, come conferma il loro Give Out But Don't Give Up (1994) e industrial, genere di cui si sentono richiami su Vanishing Point (1997) e, con maggiore forza, nel cupo XTRMNTR (2000). Il sito di AllMusic fa rientrare i Primal Scream tra i gruppi di rock e dance alternativi.

## Discografia

### Album in studio
- 1987 - Sonic Flower Groove
- 1989 - Primal Scream
- 1991 - Screamadelica
- 1994 - Give Out But Don't Give Up
- 1997 - Vanishing Point
- 2000 - XTRMNTR
- 2002 - Evil Heat
- 2006 - Riot City Blues
- 2008 - Beautiful Future
- 2013 - More Light
- 2016 - Chaosmosis
- 2024 - Come Ahead

### Singoli
- All Fall Down (1985)
- Crystal Crescent/Velocity Girl (1986)
- Gentle Tuesday (1987)
- Imperial (1987)
- Ivy Ivy Ivy (1989)
- Loaded (1990)
- Come Together (1990)
- Higher Than the Sun (1991)
- Don't Fight It, Feel It (1991)
- Movin' on Up (1992)
- Rocks/Funky Jam (1994)
- Jailbird (1994)
- I'm Gonna Cry Myself Blind (1994)
- The Big Man & the Scream team Meet the Barmy Army Uptown (feat. Irvine Welsh & On-U Sound) (1996)
- Kowalski (1997)
- Star (1997)
- Burning Wheel (1997)
- If They Move, Kill 'em (1998)
- Swastika Eyes (deutscher Titel: War Pigs) (1999)
- Kill All Hippies (2000)
- Accelerator (2000)
- Miss Lucifer (2002)
- Autobahn 66 (2000)
- Some Velvet Morning (2003, feat. Kate Moss)
- Country Girl (2006)
- Dolls (Sweet Rock'n'Roll) (2006)
- Sometimes I Feel So Lonely (2006)
- Can't Go Back (2008)
- Uptown (2008)
- It's Alright, It's OK (2013)
- Invisible City (2013)
- Where The Light Gets In (feat. Sky Ferreira) (2016)
- Love Insurrection (2024)

### EP
- 1992 - Dixie-Narco EP

### Remix
- 1997 - EchoDek

### Raccolte
- 2003 - Dirty Hits
- 2004 - Shoot Speed – More Dirty Hits
- 2019 - Maximum Rock'n'Roll: The Singles
- 2021 - The Screamadelica 12" Singles

### Live
- 2003 - Live in Japan
- 2011 - Screamadelica Live

### Album video
- 2007 - Riot City Blues Tour
- 2011 - Screamadelica Live

## Formazione

### Formazione attuale
- Bobby Gillespie - voce (1982 - presente)
- Andrew Innes - chitarra
- Martin Duffy - tastiera, sintetizzatore
- Simone Butler - basso
- Darrin Mooney - batteria
- Kevin Shields - chitarra solista
- Barry Cadogan - chitarra ritmica

### Ex componenti
- Jim Beattie - chitarra solista
- Robert Young - chitarra ritmica
- Denise Johnson - cori
- Gary Mounfield - basso
- Toby Tomanov - batteria
- Paul Mulreaney - batteria